# Mordovia Arena
Het Mordovia Arena (Russisch: Мордовия Арена) is een voetbalstadion in Saransk, liggend in Mordovië, een autonome deelrepubliek van Rusland. In het stadion kunnen 45.000 toeschouwers en is gebouwd voor het Wereldkampioenschap voetbal 2018. FK Mordovia Saransk gaat in dit stadion zijn thuiswedstrijden spelen. De bouw van het stadion begon in 2011 en moest klaar in 2017, een jaar voor de start van het WK. De kosten van de bouw waren 15.88 miljoen Russische Roebel. 

## Wereldkampioenschap voetbal 2018
| Datum        | Tijd          | Thuisteam | Uitslag | Uitteam    | Competitie         | Toeschouwers | Onderlingsresultaat |
| ------------ | ------------- | --------- | ------- | ---------- | ------------------ | ------------ | ------------------- |
| 16 juni 2018 | 19:00 (UTC+3) | Peru      | 0 – 1   | Denemarken | Groepsfase poule C | 40.052       | onderlingsresultaat |
| 19 juni 2018 | 15:00 (UTC+3) | Colombia  | 1 – 2   | Japan      | Groepsfase poule H | 40.842       | onderlingsresultaat |
| 25 juni 2018 | 21:00 (UTC+3) | Iran      | 1 – 1   | Portugal   | Groepsfase poule B | 41.685       | onderlingsresultaat |
| 28 juni 2018 | 21:00 (UTC+3) | Panama    | 1 – 2   | Tunesië    | Groepsfase poule G | 37.168       | onderlingsresultaat |

Stadion Sint-Petersburg (Sint-Petersburg) · Olympisch Stadion Loezjniki (Moskou) · Otkrytieje Arena (Moskou) · Stadion Nizjni Novgorod (Nizjni Novgorod) · Stadion Kaliningrad (Kaliningrad) · Centraal Stadion (Jekaterinenburg) ·  Mordovia Arena (Saransk) ·  Kazan Arena (Kazan) · Rostov Arena (Rostov aan de Don) · Olympisch Stadion Fisjt (Sotsji) · Volgograd Arena (Volgograd) · Cosmos Arena (Samara)